# Francesco Randon
Francesco Randon (* 23. November 1925 in Castelgomberto; † 12. Juli 2015 in Bergamo) war ein italienischer Fußballspieler.

## Sportlicher Werdegang
Randon debütierte bei Wiederaufnahme des Spielbetriebs nach dem Zweiten Weltkrieg für den lokalen Fußballverein aus Cassano d’Adda. 1946 wechselte er zu Atalanta Bergamo in die Serie A, wo er als Stammspieler im Mittelfeld in der Spielzeit 1947/48 zum Erreichen des fünften Tabellenplatzes beitrug, der lange Zeit das beste Ergebnis der Vereinsgeschichte darstellte. 1950 wechselte er zu Catania Calcio in die zweitklassige Serie B, nach zwei Spielzeiten kehrte er wieder in die höchste Spielklasse zurück und spielte sieben Spielzeiten für die AGC Bologna. Seine Karriere ließ er bei Brescia Calcio in der Serie B ausklingen.
Insgesamt erzielte er in 252 Erstligaspielen in der Serie A 22 Tore, hinzukommen 23 Treffer in 78-Zweitligaspielen in der Serie B.